# Гриневский, Генрик Фёдорович
Генрик Фёдорович Гриневский (пол. Henryk Hryniewski, груз. ჰენრიკ ჰრინევსკი; 10 [22] ноября 1869; Кутаиси, Российская империя — 4 марта 1938; Тбилиси, СССР) — грузинский художник, архитектор, общественный деятель, исследователь архитектуры Грузии. Муж артистки балета Марии Перини.

## Биография
Родился в Кутаиси в семье ссыльного поляка. После смерти отца вместе с матерью уехал в Италию. Окончил во Флоренции техническое училище и поступил в Академию художеств, но в 1889 году был вынужден вернуться в Кутаиси для прохождения обязательной воинской службы.
В дальнейшем Гриневский продолжил обучение на факультете архитектуры в политехническом институте Карлсруэ, после чего вернулся в Италию, где завершил курс художественного образования. В 1898 году он вернулся в Грузию и постоянно проживал в Тифлисе.
Внёс значительный вклад в исследования средневековой грузинской архитектуры. Автор цикла акварелей «Древняя архитектура Грузии», трудов по классическому орнаменту и использованию цвета в оформлении архитектурных сооружений.
В 1912 году специальная комиссия под председательством И. Джавахишвили поручила Гриневскому создание иллюстраций к сочинениям классика грузинской литературы И. Г. Чавчавадзе (в том числе «Отарова вдова» и «Человек ли он?!»). Книга вышла в 1914 году, и это было большим событием в культурной жизни Грузии.
С 1902 года преподавал в художественном училище Кавказского общества поощрения изящных искусств, а в 1918—1921 годах был его директором. Был одним из основателей Тбилисской академии художеств, где преподавал с 1922 по 1937 год, будучи её профессором.
В 1937 году был арестован и репрессирован, в следующем 1938 году расстрелян.